# Pomorska luka Montevideo
Pomorska luka Montevideo (špa.  Puerto de Montevideo) dio je montevideškog Starog Grada na obali istoimenog zaljeva u Urugvaju. To je najveća urugvajska pomorska luka, te jedna od najvećih i najvažnijih pomorskih luka u cijeloj Južnoj Americi. Vrlo je važna za razvoj urugvajskog gospodarstva, koje nema dobra prometna obilježja.
Montevidejski zaljev jedan je od glavnih razloga koji su potpomogli razvoj velikog grada na obalama estuarija La Plata. Zbog svojih zemljopisnih obilježja i položaja daje prirodnu zaštitu brodovima koji uplovljavaju i isplovljavaju te štiti ulaz u luku od velikih valova koji nastaju u Atlantiku. Zahvaljujući svemu navedenom i dobro iskorištenim prednostima, luka je ravnopravan konkurent većoj i skupljoj luci u Buenos Airesu.
Glavni građevinski zahvati i inženjerske promjene dogodile su se između 1870. i 1930. Tijekom ovog vremenskog razdoblja izgrađeno je drveno pristanište, promijenjeni su gatovi, uz postojeću pomorsku izgrađena je i riječna luka s pripadajućim pristaništem i vezovima te je obližnja šetnica popločana kamenom. U velikoj oluji 1923. godine uništen je veći dio građevina u luci, pa je iste godine luka preuređena, proširena, a urušeni dio ponovno izgrađen.
Sve do druge polovice 20. stoljeća luka je doživljavala stalni rast prevezenih putnika i robe, nakon čega je uslijedila stagnacija. Trajala je sve do ponovnog oporavka gospodarstva početkom 2000-ih.